# El Portezuelo, Oaxaca
El Portezuelo är en ort i Mexiko.   Den ligger i kommunen San Sebastián Tecomaxtlahuaca och delstaten Oaxaca, i den sydöstra delen av landet, 250 km sydost om huvudstaden Mexico City. El Portezuelo ligger 1 969 meter över havet och antalet invånare är 179.
Terrängen runt El Portezuelo är kuperad. Runt El Portezuelo är det ganska glesbefolkat, med 30 invånare per kvadratkilometer. Närmaste större samhälle är Santiago Juxtlahuaca, 9,9 km söder om El Portezuelo. I omgivningarna runt El Portezuelo växer huvudsakligen savannskog.